# Clara Woltering
Clara Woltering (Münster-Hiltrup, 2 de marzo de 1983) es una exjugadora de balonmano alemana que actuaba como guardameta. Con la selección alemana disputó 222 partidos y ganó la medalla de bronce en el Campeonato Mundial de 2007.

## Trayectoria

### Clubes
Formada en la DJK Eintracht Coesfeld, se incorporó en 2000 al Bayer Leverkusen, con el que alzó la EHF Challenge Cup en 2005 y conquistó la Copa de Alemania en 2002 y 2010.
Tras una cesión al Borussia Dortmund (2003-04), regresó a Leverkusen hasta 2011, cuando fichó por el ŽRK Budućnost Podgorica, club con el que ganó cuatro ligas y cuatro copas de Montenegro y dos Ligas de Campeones (2012 y 2015).
En 2015 volvió al Borussia Dortmund, donde cerró su carrera como jugadora en 2019 y asumió la función de entrenadora de porteras; llegó a ser reactivada brevemente en la temporada 2021-22 por lesiones en la plantilla.

#### Trayectoria de clubes
- 1989 – 2000:  DJK Eintracht Coesfeld VBRS
- 2000 – 2011:  Bayer Leverkusen
- 2003 – 2004:  Borussia Dortmund (préstamo)
- 2011 – 2015:  ŽRK Budućnost Podgorica
- 2015 – 2019:  Borussia Dortmund
- 2021 – 2022:  Borussia Dortmund

### Selección
Debutó con la selección absoluta el 22 de noviembre de 2003 y, hasta 2017, acumuló 222 internacionalidades y un gol.
Disputó los Juegos Olímpicos de Pekín 2008 y cinco Campeonatos del Mundo, destacando el bronce en Francia 2007; asimismo alcanzó el cuarto puesto en el Europeo de 2006.

## Premios y títulos

### Con la selección
- 1 x Medalla de bronce en el Campeonato Mundial (2007)

### Con sus clubes
- 2 x Liga de Campeones de la EHF Femenina (2012, 2015)[1]
- 4 x Liga de Montenegro (2012, 2013, 2014, 2015)[1]
- 4 x Copa de Montenegro (2012, 2013, 2014, 2015)[1]
- 1 x EHF Challenge Cup (2005)[3]
- 2 x Copa de Alemania (2002, 2010)[3]

## Vida personal
Tras retirarse, volvió a la granja familiar en Coesfeld-Lette, donde trabaja con sus padres en la explotación de 250 toros y 40000 gallinas, combinando esta labor con la preparación de porteras en el Borussia Dortmund y en categorías inferiores de la federación alemana.